# 乔纳森·戴顿
乔纳森·戴顿（英語：Jonathan Dayton，1760年10月16日—1824年10月9日）是一位出身自新泽西州的美国政治家，美利坚合众国宪法签署人中最年轻的成员，并担任美国众议院议员、议长，并随后担任美国参议院议员。1807年，他因涉嫌副总统伯尔叛国案而被逮捕，虽然没有关入监狱，但他的政治生涯受到严重影响。

## 生平

### 早期生涯
戴顿出生于新泽西州伊丽莎白。他的父亲伊莱亚斯·戴顿是一名当地著名的政治家和商人，曾在法国－印第安人战争中担任民兵军官。他毕业于当地的一所学校，并和亚历山大·汉密尔顿、阿龙·伯尔相识。之后他进入新泽西州大学（现在的普林斯顿大学）。1775年，尽管再坚持一年就能获得一个名誉上的学位，他仍然坚持离开了大学加入美国独立战争。

### 战争
在美国独立战争中，他效力于父亲所在的新泽西第三团并任少尉。1777年1月1日，他升任中尉军衔并在华盛顿军中担任军需官，参与了布兰迪万河战役和日耳曼敦战役，之后他仍然在华盛顿军中任职，并帮助部队将英军从新泽西州推到纽约市。
1780年10月，在被反对独立者逮捕拘留后，他于次年得到释放并再次加入其父的新泽西旅。同年，他被任命为陆军上尉，并进入约克敦部队、参与到约克敦战役中。在独立战争抚恤文档中显示，1799年5月1日至11月30日之间，他曾经还在沙利文远征军中担任约翰·沙利文的副官（Aid-de-Camp）。

### 政治生涯
在独立战争后，戴顿学习司法，倾心于土地投资、法律和政治事务。1787年，他代表新泽西州参加了大陆会议和制宪会议，他也是签署宪法的成员中最年少的（只有26岁）。他是一名联邦党的立法者，并在1786年至1787年期间，担任新泽西州议会成员。1789年，他供职于新泽西州立法院（即现在的新泽西州参议院）。
1789年，戴顿被选为美国众议院议员，但是在1791年再次当选后没有上任。1795年，担任美国众议院议长。像大多数联邦党人一样，他支持汉密尔顿的财政政策，并协助镇压威士忌暴乱。此外，他还支持路易斯安那购地案，并反对1801年司法案的废除。
因为他在俄亥俄州进行的大量投资，戴顿市以他命名。戴顿还向阿龙·伯尔借钱，因而牵扯至副总统伯尔叛国案，此案最终宣布无罪，戴顿也被释放，但此事仍然直接影响了他的政治生涯。他仍然在新泽西州很受欢迎，并继续在当地的议会任职。

## 晚年和家庭
1779年，戴顿娶了苏珊·威廉姆森（Susan Williamson）为妻，此后两人有两个女儿。
在他晚年弥留之际，拉法耶特侯爵拜访了他。1824年10月9日，戴顿在家乡去世，在他的墓碑上没有任何墓志铭。1860年，坟址迁往新泽西州圣约翰圣公会教堂。

## 身后及遗产
尽管俄亥俄州的戴顿市是以他命名，但他从未踏上这座城市的土地。1796年，这座城市建立，他拥有250,000英亩（约1,011平方公里）的土地。
一些学校和地名也以他命名，包括有在新泽西州聯合縣的春田镇上的乔纳森·戴顿中学、新泽西州纽黑文市附近的戴顿区；以及威斯康辛州麦迪逊市的戴顿街。